# Żmija (powieść)
Żmija – powieść historyczna z elementami fantastyki autorstwa Andrzeja Sapkowskiego. Ukazała się nakładem oficyny SuperNOWA w 2009 r.

## Fabuła
Akcja powieści rozgrywa się podczas radzieckiej interwencji w Afganistanie. Główny bohater, chorąży Armii Radzieckiej polskiego pochodzenia, Paweł Lewart, od dzieciństwa przejawiał zdolności paranormalne. Pobyt w szpitalu psychiatrycznym skutecznie nauczył go je tłumić, ale została mu umiejętność przewidywania bliskiej przyszłości. W czasie krwawej wojny w Afganistanie umiejętność ta nie raz ratuje życie jemu i jego towarzyszom. Służąc na wysuniętej placówce, podczas patrolu spotyka złotą żmiję, kontakt z którą powoduje, że jego zdolności się budzą. Przeżywa sceny z przeszłości, z prób podboju Afganistanu przez armie najeźdźców – wojsk Aleksandra Wielkiego oraz Brytyjczyków podczas II wojny angielsko-afgańskiej, obydwu zakończonych nieoczekiwanymi klęskami. Lewart spędza coraz więcej czasu ze żmiją, a sytuacja wokół zmierza ku tragicznemu finałowi.
W epilogu pojawia się scena z najnowszej, kolejnej wojny na ziemi afgańskiej - interwencji sił NATO, z udziałem patrolu polskiej armii.

## Odbiór
Książka doczekała się kilku recenzji.